# Lyckan
Lyckan is een plaats in de gemeente Lycksele in het landschap Lapland en de provincie Västerbottens län in Zweden. De plaats heeft 50 inwoners (2005) en een oppervlakte van 10 hectare. De plaats ligt aan het meer Lycksträsket, dit meer is door een zeer klein riviertje verbonden met de rivier de Umeälven en voor de rest wordt Lyckan vooral omringd door naaldbos.